# بن إيفس (كرة سلة)
بن إيفس (بالإنجليزية: Ben Eaves)‏ مواليد 10 أبريل 1987  في لانكشر، إنجلترا، هو لاعب كرة سلة بريطاني بدأ مسيرته الاحترافية في سنة 2011 يلعب مع فريق مانشستر جاينتز في دوري كرة السلة البريطاني ويحمل الرقم 21.

## فرق لعب لها
- مانشستر جاينتز
- بليموث رايدرز
- وستر وولفز